# Candona orangeburgensis
Candona orangeburgensis är en kräftdjursart som beskrevs av Ferguson 1958. Candona orangeburgensis ingår i släktet Candona och familjen Candonidae. Inga underarter finns listade.